# Agitki
 (mars 2025).
La mise en forme du texte ne suit pas les recommandations de Wikipédia : il faut le « wikifier ».
Les points d'amélioration suivants sont les cas les plus fréquents. Le détail des points à revoir est peut-être précisé sur la page de discussion.
- Les titres sont pré-formatés par le logiciel. Ils ne sont ni en capitales, ni en gras.
- Le texte ne doit pas être écrit en capitales (les noms de famille non plus), ni en gras, ni en italique, ni en « petit »…
- Le gras n'est utilisé que pour surligner le titre de l'article dans l'introduction, une seule fois.
- L'italique est rarement utilisé : mots en langue étrangère, titres d'œuvres, noms de bateaux, etc.
- Les citations ne sont pas en italique mais en corps de texte normal. Elles sont entourées par des guillemets français : « et ».
- Les listes à puces sont à éviter, des paragraphes rédigés étant largement préférés. Les tableaux sont à réserver à la présentation de données structurées (résultats, etc.).
- Les appels de note de bas de page (petits chiffres en exposant, introduits par l'outil «  Source ») sont à placer entre la fin de phrase et le point final[comme ça].
- Les liens internes (vers d'autres articles de Wikipédia) sont à choisir avec parcimonie. Créez des liens vers des articles approfondissant le sujet. Les termes génériques sans rapport avec le sujet sont à éviter, ainsi que les répétitions de liens vers un même terme.
- Les liens externes sont à placer uniquement dans une section « Liens externes », à la fin de l'article. Ces liens sont à choisir avec parcimonie suivant les règles définies. Si un lien sert de source à l'article, son insertion dans le texte est à faire par les notes de bas de page.
- La présentation des références doit suivre les conventions bibliographiques. Il est recommandé d'utiliser les modèles {{Ouvrage}}, {{Chapitre}}, {{Article}}, {{Lien web}} et/ou {{Bibliographie}}. Le mode d'édition visuel peut mettre en forme automatiquement les références.
- Insérer une infobox (cadre d'informations à droite) n'est pas obligatoire pour parachever la mise en page.

Pour une aide détaillée, merci de consulter Aide:Wikification.
Si vous pensez que ces points ont été résolus, vous pouvez retirer ce bandeau et améliorer la mise en forme d'un autre article.
Les Agitki désignent des films de propagande bolchévique produits de 1918 à 1920,.

## Histoire
Au début de la Guerre civile russe, sous la supervision du Comité du cinéma de Petrograd, des ciné-trains ont pour mission de parcourir la campagne dans le but de diffuser auprès des populations locales, souvent analphabètes, de courts films montrant des scènes où les intertitres usent d'un langage simplifié,,.
Ces films, dont les scènes sont parfois prises sur le vif, encouragent les paysans et les ouvriers à s'engager au sein de l'Armée rouge pour lutter contre les ennemis du prolétariat.

## Description
Faisant partie du Théâtre d'agitprop avec une durée moyenne de cinq à treize minutes, ces films ne sont pas de bonne qualité,.

## Thématique
Le scénario des agitki, qui peuvent être fictifs ou semi-fictifs, s'articule autour de plusieurs thèmes, :
- les Armées blanches ;
- l'Église orthodoxe russe ;
- l'intervention alliée pendant la guerre civile russe ;
- l'illettrisme ;
- la sous-alimentation ;
- la paresse.